# 민속문화유산
민속자료란 국민 생활의 변화 과정을 이해하는데 필요한 자료로, 어떠한 민족의 기본적인 생활문화를 특징적으로 나타내는 것이다.
대한민국의 경우, 무형민속자료는 국가무형문화재로 지정되어 있으므로 유형민속자료만 다룬다. 즉 의식주에 관한 것, 생업(生業)에 관한 것, 신앙, 연중행사, 교통·운수·통신에 관한 것, 교역에 관한 것, 사회생활에 관한 것, 민속예능·오락·유희에 관한 풍속이나 의복, 기구, 가옥 등 8개 분야로 나뉘어 지정된다.

## 같이 보기
- 대한민국의 중요민속문화재